# Suvastunturi
Suvastunturi är en kulle i Finland.   Den ligger i den ekonomiska regionen  Östra Lapplands ekonomiska region  och landskapet Lappland, i den norra delen av landet, 800 km norr om huvudstaden Helsingfors. Toppen på Suvastunturi är 415 meter över havet, eller 197 meter över den omgivande terrängen. Bredden vid basen är 4,3 km.
Terrängen runt Suvastunturi är huvudsakligen platt, men den allra närmaste omgivningen är kuperad. Trakten runt Suvastunturi är nära nog obefolkad, med mindre än två invånare per kvadratkilometer.